# Regata de iots

La regata de Newport Beach a Cabo San Lucas comença el 2013

Les regates de iots són un esport de vela en què participen iots de vela i velers més grans, a diferència de les regates de vela lleugera, en les que hi participen embarcacions sense cabina. Hi poden prendre part múltiples iots de vela, en competició directa, que naveguen al voltant d'un recorregut marcat per boies i altres dispositius de navegació fixos o recorren distàncies més llargues a través d'aigües obertes d'un punt a un altre. Pot implicar una sèrie de regates de varies etapes, quan es fan de d'un punt a un altre punt o simplement una regata única amb boies.

## Història
La navegació d'esbarjo és molt antiga, com s'exemplifica en el poema antic Catul 4:

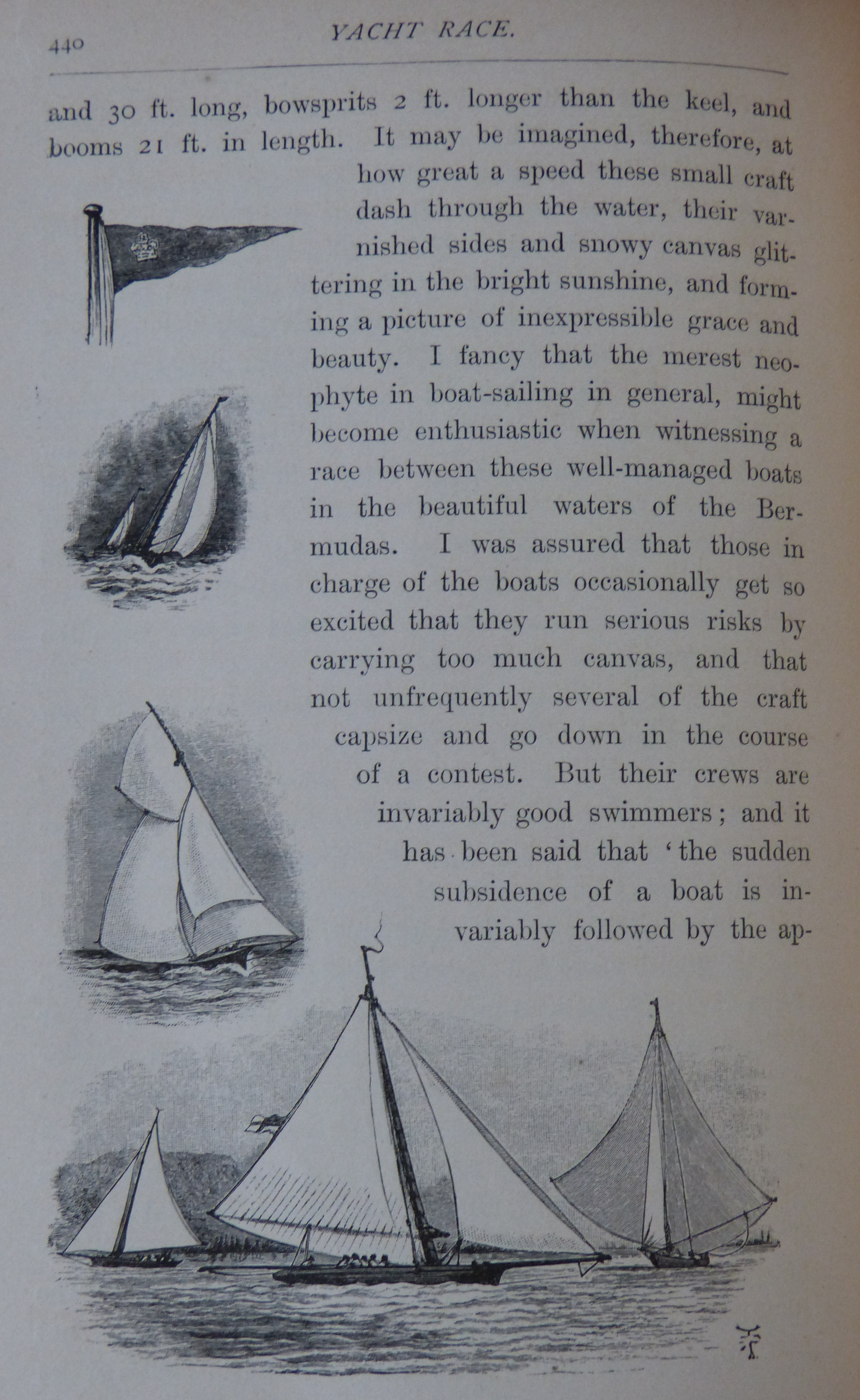
Descripció de 1883 de la regata de vaixells de les Bermudes, per Lady Brassey, amb il·lustracions que mostren la plataforma de les Bermudes. Inicialment, es van llogar vaixells de treball per a regates de cap de setmana a les Bermudes, però els competidors acomodats del Royal Bermuda Yacht Club aviat van construir corredors especials.

El vaixell que hi veieu, amics, diu que ha estat la peça de fusta més ràpida mai vista; Ella jura que una vegada podria haver-hi una revisió Tots els vaixells rivals, sigui el repte cridat per competir sota lona o amb rems. (trad. James Michie)

## Etimologia
El terme "Iot" deriva del noruec ("jagt"), del baix alemany mitjà ("jaght") o de la paraula holandesa jacht, que significa "un vaixell lleuger ràpid de guerra, comerç o plaer. L'element esportiu en la paraula rau en la derivació de jaght de l'arrel jaghen, que significa caçar o perseguir...".
Es creu que les regates formals de vaixells van començar amb velers als Països Baixos en algun moment del segle XVII. Aviat, a Anglaterra, van començar a sorgir "iots" de regates fets a mida i el 1815 es va establir el Royal Yacht Squadron. El 1661 John Evelyn va gravar una competició entre Katherinei Anne, dos grans vaixells de vela reials tots dos de disseny anglès, "...l'aposta 100-1; la regata de Greenwich a Gravesend i tornada". Un dels vaixells era propietat de Carles II i de vegades el patronejava.
El 1782, la Cumberland Fleet, una classe de vaixells de vela coneguda per la seva capacitat per navegar prop del vent, van ser pintades remuntant el riu Tàmesi amb espectadors mirant des d'un pont. Igual que avui, aquesta obsessió per navegar prop del vent amb velocitat i eficiència va alimentar la comunitat de regates.
Al segle XIX, la majoria de regates de iots es van iniciar adjudicant posicions de sortida als competidors. Les boies es van col·locar en línia recta, a les quals els competidors enganxaven els seus iots mitjançant cordes de molla. Els iots havien de mantenir totes les veles davant del pal principal a la coberta fins que es donava el senyal de sortida. L'Associació de regates de iots va ser fundada l'any 1875 pel príncep Batthyany-Strattman, el capità JW Hughes i el senyor Dixon Kemp. L'YRA va escriure regles estandarditzades de regates de iots que incloïen el "Flying Start" que s'utilitza avui.
Portant les regates de iots a l'avantguarda de la vida pública, l'America's Cup es va disputar per primera vegada el 1851 entre el New York Yacht Club i el Royal Yacht Squadron. Sense estar regulada per criteris de mesures i ràting com avui, el segon classificat va ser el iot Aurora, "i si no s'hagués exempt de temps per a la regata hauria estat el guanyador per un bon marge". Posteriorment, les regates de l'America's Cup es van dur a terme, normalment cada tres o quatre anys, a partir d'un desafiament emès per un club a l'actual titular de la Copa, que fins al 1983 era el NYYC.
El iot Partridge 1885, amb base a La Ciotat està documentat, des del 2017, com el iot clàssic de regates més antic del món i encara està totalment operatiu.

## Normes i qualificacions

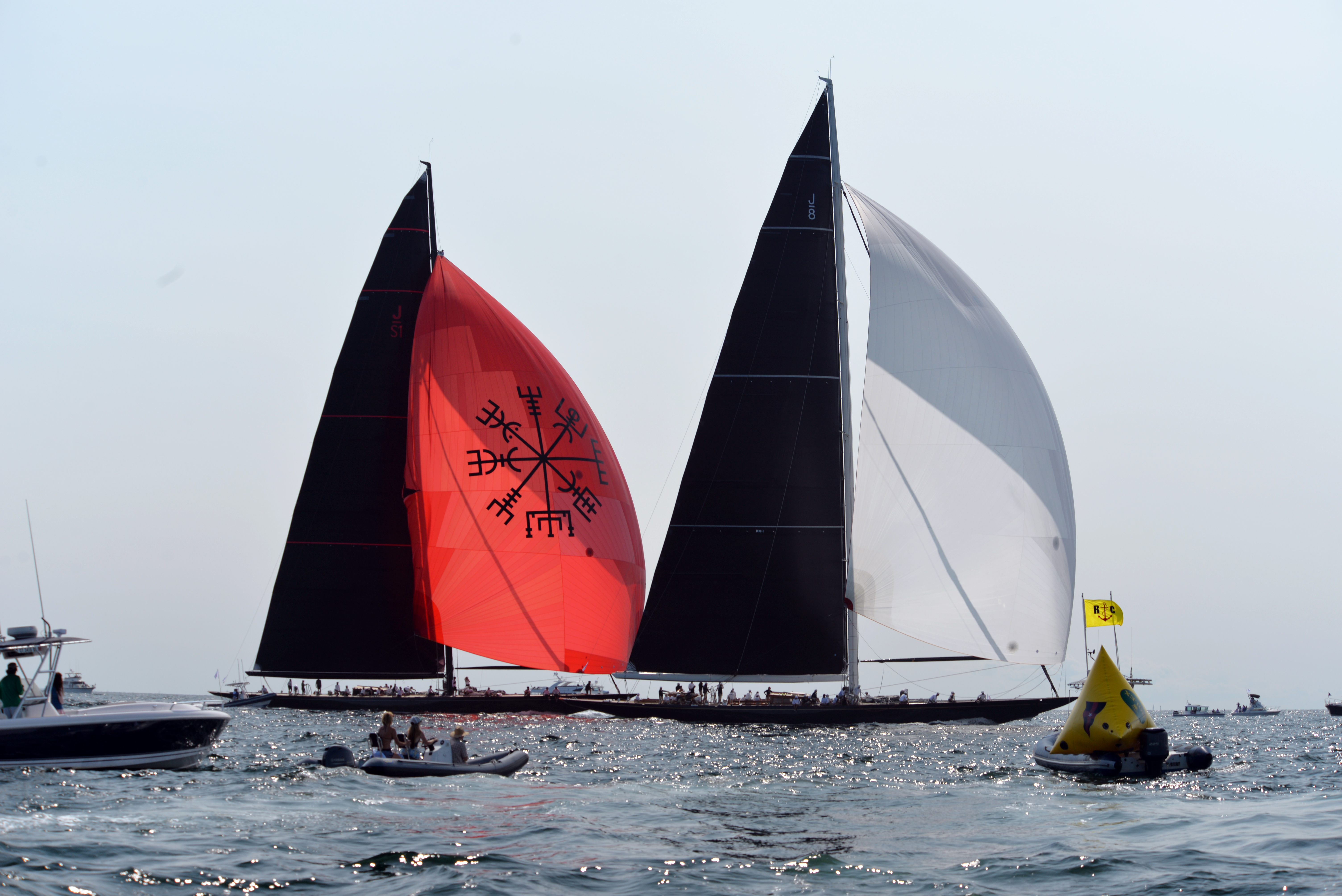
regata de iots

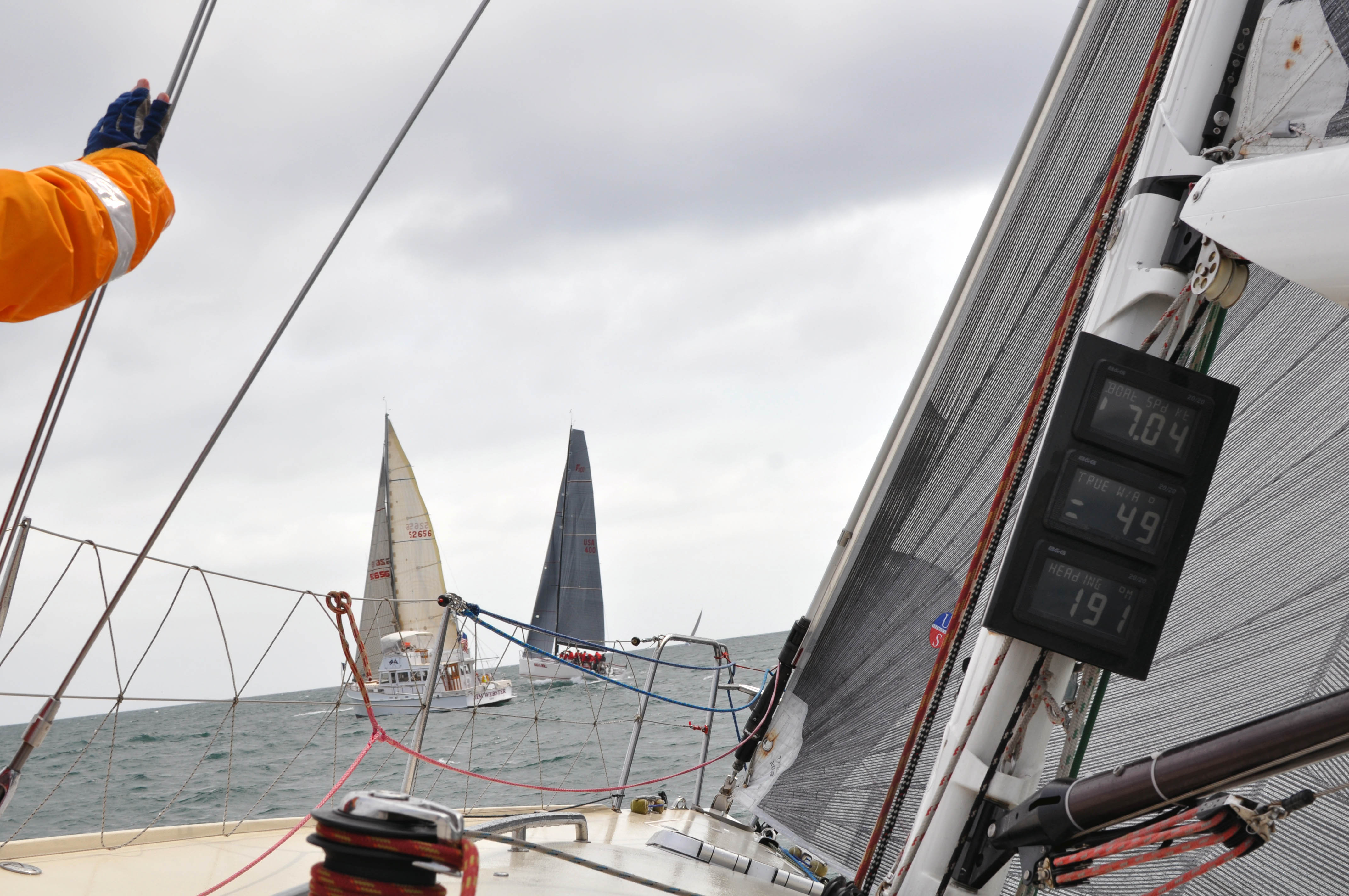
Una regata de iots a la meta

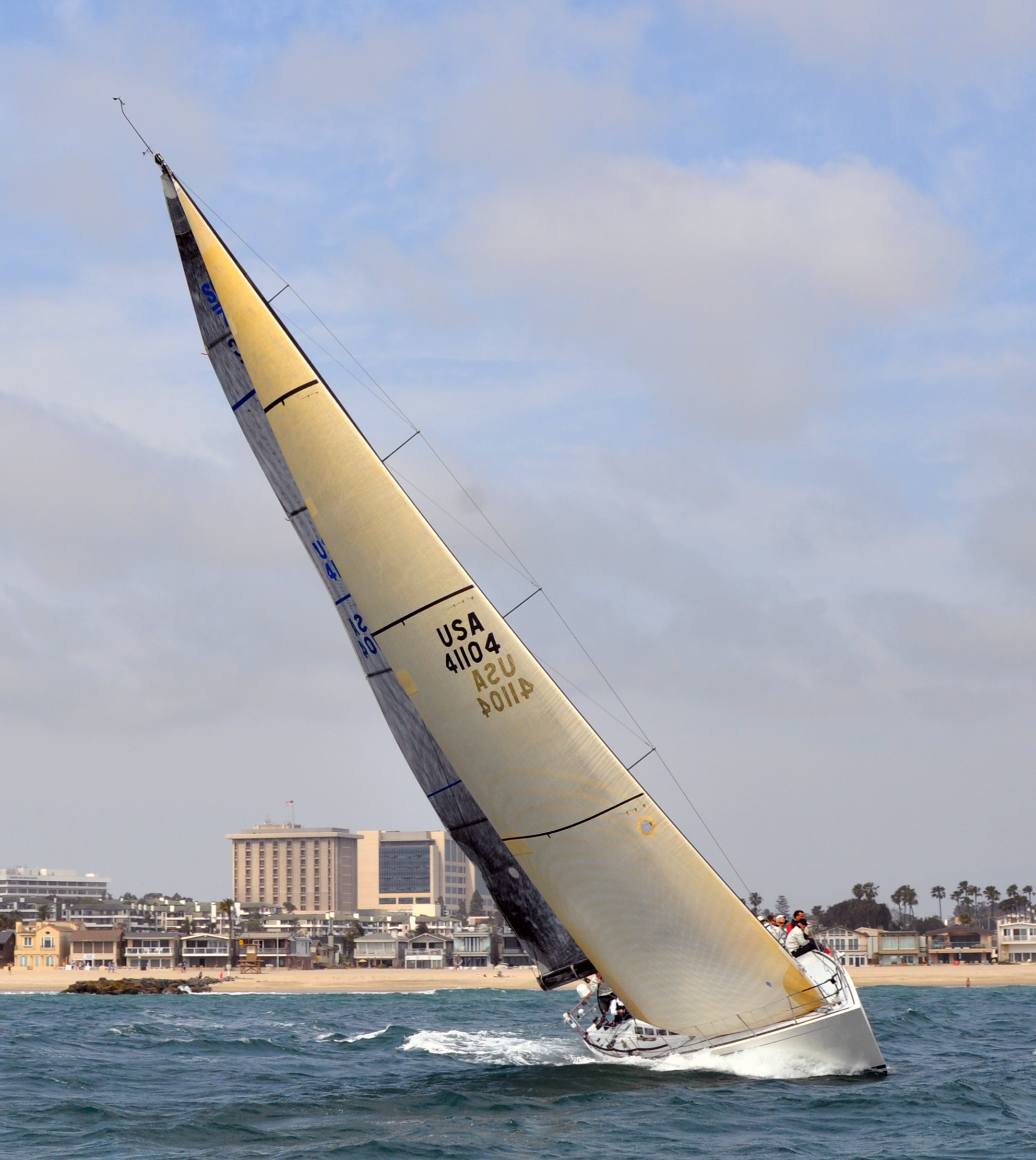
Santa Cruz 70 Retro 2013 Ahmanson Cup regata, Newport Beach, Califòrnia.

A mesura que les regates de iots es van anar fent més freqüents i el disseny d'embarcacions més divers, va ser necessari establir sistemes de mesuraments i marges de temps a causa de les diferències en el disseny del vaixell. Els iots més llargs són inherentment més ràpids que els més curts; per tant, en interès de la justícia, a la dècada de 1820 es va introduir un "sistema primitiu d'horari al Solent ". Els iots grans tenien un handicap; però els propietaris d'aquestes embarcacions més grans no estaven d'acord amb el sistema de bonificació, ja que deien que per guanyar el concurs, era suficient creuar la meta primer, com a les carreres pedestres o de cavalls.. Com a resultat, es van desenvolupar tant les mesures del ràting com les regates de " monotips ".

### Ràting
Els sistemes de classificació per ràting es basen en algunes anàlisis formulades de paràmetres de disseny de iots generalment molt específics, com ara la longitud, l'àrea de la vela, el desplaçament i la forma del casc. Durant la dècada de 1920 i durant la dècada de 1970, el Cruising Club of America va establir una fórmula per la qual es van dissenyar la majoria de vaixells de regata/creuer durant aquest període. Després del seu descendent, el complex matemàtic International Offshore Rule (IOR) de la dècada de 1970, va contribuir a una gran disminució de la navegació (i fins i tot la velocitat), es va adoptar el sistema Performance Handicap Racing Fleet (PHRF) més senzill. El PHRF només utilitza característiques de rendiment provades, especialment la velocitat de navegació teòrica, com a mitjà per permetre que els iots diferents (normalment tripulats per amics i famílies en clubs en lloc de per tripulacions professionals) puguin competir junts. Els velers de creuer familiars més populars tindran una qualificació presentada en un capítol local del PHRF.
Els sistemes de qualificació de ràting més freqüents avui en dia són l'Offshore Racing Congress (ORC), Offshore Racing Rule (ORR), International Rating Certificate (IRC) i la Performance Handicap Racing Fleet (PHRF). Molts països organitzen els seus propis sistemes de handicap que no tenen en compte la mida, el pes o l'àrea de vela del iot, però el rendiment es mesura a partir dels resultats de la regata anterior. El sistema ECHO irlandès és un sistema de ràting
Les regates de monotips van ser inventades per Thomas (Ben) Middleton el 1886 a la badia de Killiney, prop de la ciutat de Dublín, República d'Irlanda. A Middleton li preocupava que guanyar una regata de iots depengués més de tenir un iot nou car que no pas de l'habilitat del navegant. Una regata de iots de disseny es realitza amb classes de vaixells similars, tots construïts, sovint mitjançant la producció en massa, amb el mateix disseny, amb la mateixa àrea de vela i aparell, i el mateix nombre de tripulants, de manera que la capacitat de la tripulació i l'experiència tàctica són més grans. més probable que decideixi una regata que el tipus de vaixell, l'edat o fins i tot el clima. Els vaixells de regates populars com The Water Wag, Laser, el J/22 i J/24, els Etchells i l'Star i el New York 30 de Nathanael Herreshoff són exemples d'embarcacions d'un sol disseny.
En general, les competicions modernes de regates de iots es duen a terme d'acord amb les Regles de regates de vela, establertes per primera vegada el 1928. Tot i que complexos, els RRS estan pensats principalment per garantir l'equitat i la seguretat. Les Regles són revisades i actualitzades cada quatre anys per l'organisme que ara es coneix com a World Sailing.

## Regates notables
Les principals regates d'avui dia s'adhereixen a un conjunt de regles utilitzant diversos estàndards de ràting, i es poden classificar en els tipus següents:

### Costaneres
La competició Admiral's Cup va ser creada l'any 1957 per l'Almirall del Royal Ocean Racing Club. Cada país implicat pot enviar un equip i tres vaixells d'una classe de disseny únic. Antigament es competia cada dos anys. Sembla que a causa de desacords internacionals aquest esdeveniment ja no té lloc.
L'America's Cup es va establir el 1851. Aquest és l'esdeveniment més antic, i probablement el més prestigiós, de les regates de iots. Els participants estan restringits a una fórmula de mesura per als vaixells, i les regles relatives a aquesta fórmula han estat controvertides des del principi. Els anglesos, que van ser els desafiadors durant els primers 132 anys de la regata, van comentar "England rules the waves, but America waives the rules."("Anglaterra domina les onades, però Amèrica esgrimeix les regles". Aquesta regata no era tradicionalment una regata de costanera, per raó de l'exigència de que el vaixell britànic havia de navegar des de casa a la zona de regates, que implicava navegació transatlàntica.
L'Auckland Anniversary Regatta es va fundar el 1840. Inclou la Heather Cup, que s'ha disputat en més de 170 ocasions anuals des de la seva creació. (Es va aturar breument durant la Segona Guerra dels Bòers.)

### Offshore
La Vic-Maui Yacht Race va des de Victòria, Canadà fins a Lahaina, Hawaii — una distància de 2.308 milles nàutiques (4.274 km). La regata es va iniciar l'any 1965 i se celebra cada dos anys. És la més llarga de les regates Pacífic-Hawaii.
La Transpacific Yacht Race (Transpac) comença a Point Fermin ( San Pedro, prop de Los Angeles ) i acaba al far de Diamond Head a Honolulu — una distància d'unes 2,225 milles nàutiques (2,560 mi; 4,121 km). És una de les regates més importants de la navegació en alta mar, que atrau participants de tot el món. Iniciada l'any 1906, la regata està organitzada pel Transpacific Yacht Club.
Fastnet es va establir el 1924 amb 7 vaixells. La regata cobreix aproximadament 600 milles començant a Cowes a l'illa de Wight, arrodonint la roca Fastnet a la costa sud d'Irlanda i acabant a Cherbourg, França. Fins al 2019, la regata va acabar a Plymouth.
El Tour De France A La Voile es va establir el 1978 amb 20 vaixells. La regata és paral·lela a l'esdeveniment ciclista i té lloc al llarg de les tres costes de França: el Canal de la Mànega, l'oceà Atlàntic i el Mediterrani. Recorre més de 1000 milles.
La Sydney to Hobart Yacht Race es va establir el 1945. Aquesta regata australiana va des de Sydney, Nova Gal·les del Sud fins a Hobart, Tasmània — una distància de més de 682 milles nàutiques (1,263 km; 785 mi).
La regata de Newport a Bermuda va començar el 1906. Va des de Newport, Rhode Island fins a les Bermudes.
El Chicago Yacht Club Race to Mackinac va ser fundat el 1898 amb cinc vaixells. La regata recorre més de 300 milles, des de Chicago fins a l'illa Mackinac, a l'extrem nord de la península inferior de Michigan.
La regata de Marblehead a Halifax es va fundar el 1905. La regata dura més de 360 milles, des de Marblehead, Massachusetts, fins a Halifax, Nova Escòcia.
El Coastal Classic, iniciat el 1982, se celebra a Nova Zelanda. A unes 125 milles, és més curta que la majoria de regates a alta mar. Va al nord des d'Auckland fins a Russell, que es troba a l'extrem nord de l'illa nord de Nova Zelanda.

### Oceàniques
La regata Ostar va ser organitzada pel Royal Western Yacht Club i es va celebrar per primera vegada el 1960. Va de Plymouth a Newport (el 1960 la meta era Nova York). Es tracta d'una regata en solitari contra el vent i el corrent dominants a l'Atlàntic Nord. La regata se celebra cada 4 anys però, a principis del segle XXI, s'ha convertit en una regata d'aficionats. Originàriament, era la regata principal dels navegants d'alta mar, però actualment ha perdut el seu estatus a favor de la Route du Rhum. La regata recorre uns 3.000 milles.
La Route Du Rhum es va establir el 1978. Aquesta regata es fa cada quatre anys, a partir del novembre. Es tracta principalment d'una regata en solitari, però sí que competeixen embarcacions tripulades. Comença a la costa nord de França i va fins a Guadalupe, una illa francesa al Carib. La regata cobreix uns 3700 milles.
La Mini Transat va començar l'any 1977 i funciona cada dos anys. Es tracta d'una regata en solitari que travessa l'Atlàntic per un recorregut similar a la Route Du Rhum. Aquesta regata es divideix en dues etapes, la primera va de França a les Illes Canàries i la segona a l'illa de Guadalupe al Carib.
La South Atlantic Race es va establir el 1971 com a "Cap a Rio" amb més de 50 inscripcions. La regata va des de Ciutat del Cap, Sud-àfrica, fins a Rio de Janeiro — unes 3600 milles.
La Round Ireland Yacht Race se celebra cada dos anys. Amb un recorregut d'aproximadament 704 milles, comença i acaba a Wicklow i inclou totes les illes offshore excepte Rockall.

### Al voltant del món
- The Ocean Race, antigament coneguda com a Volvo Ocean Race i com a Whitbread Round the World Race, va començar el 1973/74. Aquesta regata és un dels cims de les regates de iots, majoritàriament amb tripulació professional. Originalment una regata de quatre etapes que constituïa 27.930 milles, ara és una regata de nou trams.
- Velux 5 Oceans Race: abans coneguda com a BOC Challenge i més tard Around Alone, aquesta regata va començar el 1982 amb 17 inscripcions. Es tracta d'una regata per tot el món en solitari, inicialment amb 4 etapes però ara amb 3.
- Global Challenge: aquesta regata va ser establerta el 1992/93 per qui fou la icona de la vela escocesa Sir Chay Blythe, la primera persona que va fer la volta al món en solitari contra els vents i corrents dominants. Això és el que fa que aquesta regata sigui única, els participants "s'enfronten" al mar, cosa que fa que les condicions de navegació siguin molt incòmodes, però més segures que no pas amb vent. La regata es navega en vaixells d'un sol disseny dissenyats i construïts específicament per a la regata. Les tripulacions no poden ser professionals, i estan formades per mariners novells que paguen un atracada.
- Vendée Globe: aquesta regata, coneguda com l'Everest of the Seasper la seva dificultat,[21] va començar el 26 de novembre de 1989 amb 13 inscripcions. És una regata en solitari, sense parar, sense assistència. La primera regata va durar 120 dies i només 7 van acabar.
- Trofeu Jules Verne: establert el 1993, la regata va ser dissenyada per ser una regata contra rellotge, no altres vaixells. Els participants poden començar a qualsevol hora, tenir qualsevol disseny, qualsevol nombre de tripulants, i les dues úniques regles són: 1) començar i arribar a l'Ile d'Ouessant, i 2) completar el viatge en menys de 80 dies.
- Clipper Round the World Yacht Race: establerta per Sir Robin Knox-Johnston, el primer home que va realitzar una circumnavegació sense parar al món amb una sola mà, la primera regata Clipper va tenir lloc el 1996. La regata es navega en una flota de 12 vaixells d'un sol disseny dissenyats i construïts específicament per a la regata. Cada iot està tripulat per un patró professional i mariners novells que paguen. És la regata de iots més llarga, amb múltiples escales i que triga 11 mesos a completar la circumnavegació.
- Barcelona World Race – regata sense parar al voltant del món amb dos tripulants emprant iots IMOCA Open 60 i organitzada per la Fundació Navegació Oceànica Barcelona.